# 御崎加代子
御崎 加代子（みさき かよこ、1962年9月14日－）は、日本の経済学者。滋賀大学経済学部教授、経済経営研究所所長、国際ワルラス学会会長。

## 来歴・人物
1962年生まれ。大阪市出身。1981年大阪府立大手前高等学校卒業。1987年に滋賀大学経済学部を卒業。同年一橋大学大学院経済学研究科に進学し、1989年修士課程修了、1992年博士課程単位取得満期退学。指導教官は高須賀義博と津田内匠。一橋大学助手、山形大学人文学部講師、助教授を経て、1996年に滋賀大学経済学部助教授。この年より日本評論社発行「経済セミナー」にレオン・ワルラスの経済思想に関する論文を連載し、1998年に『ワルラスの経済思想』として出版。これにより翌1999年、京都大学から博士（経済学）を授与される。2003年教授昇格。同年、リヨン第2大学ワルラス研究所のメンバーとなる。2006年からは国際ワルラス学会（AIW)の副会長を務め、2008年に日本人として初めて会長に就任。同年、経済経営研究所所長に就任。専門は経済学史、経済思想。

## 年譜
- 1981年 ‐ 大阪府立大手前高等学校卒業
- 1987年 - 滋賀大学経済学部卒業
- 1989年 - 一橋大学大学院経済学研究科修士課程修了
- 1992年 - 一橋大学大学院経済学研究科博士課程単位取得満期退学
- 1992年 - 一橋大学経済学部助手
- 1993年 - 山形大学人文学部講師
- 1995年 - 山形大学人文学部助教授
- 1996年 - 滋賀大学経済学部助教授
- 1999年 - 京都大学博士（経済学）
- 2003年 - 滋賀大学経済学部教授
- 2003年 - リヨン第2大学ワルラス研究所メンバー
- 2006年 - 国際ワルラス学会副会長
- 2008年 - 国際ワルラス学会会長
- 2008年 - 経済経営研究所所長

## 著書

### 単著
- 『ワルラスの経済思想－一般均衡理論の社会ヴィジョン』（名古屋大学出版会, 1998）
- 『フランス経済学史－ケネーからワルラスへ』（昭和堂, 2006）
- Léon Walras’s Economic Thought: The General Equilibrium Theory in Historical Perspective (Routledge, 2024).

### 共著
- 『経済思想史－社会認識の諸類型』（名古屋大学出版会, 1995）
- 『複雑系を考える－自己組織性とはなにか』（ミネルヴァ書房, 2001）
- 『自由と秩序の経済思想史』（名古屋大学出版会, 2002）
- Etudes Walrassiennes (L’Harmattan, 2004)
- 『経済学の古典的世界』（日本経済評論社, 2005）
- From Walras to Pareto (New York: Springer, 2006) .
- Léon Walras et l’équilibre économique général, Recherches récente (Paris : Economica, 2011)
- Subjectivism and Objectivism in the History of Economic Thought. (London &New York: Routledge, 2012)
- 『現代経済学史の射程―パラダイムとウェルビーイング』(ミネルヴァ書房　2019)

### 訳書
- （山下博氏との共訳）『ワルラス　社会経済学研究』(日本経済評論社, 2023年）

## 主な論文
- History, Philosophy, and Development of Walrasian Economics, 6.28.38 the Encyclopedia of Life Support System (EOLSS), the UNESCO, 2012.
- “The Concept of Labor Market in Léon Walras’ Pure, Social and Applied Economics” Œconomia, 8-4, 2018, 419-438.
- “Léon Walras and The Wealth of Nations: what did he really learn from Adam Smith?,” The European Journal of the History of Economic Thought 28-3, 2021, 404 – 418.
- (招待論文）「ワルラスからシュンペーターへ―アントレプレナーシップの歴史的・思想的背景―」『組織科学』第56巻2号(2022年12月）4-14.
- “Walras on Sympathy,”  Revue d’histoire de la pensée économique, n° 15, 2023 – 1, 15-32.

## 主な所属学会
- 経済学史学会 - 幹事
- ヨーロッパ経済思想史学会
- 国際ワルラス学会 - 会長

## 関連人物
- 根井雅弘
- 酒井泰弘